# Eni
Eni SpA (італ. Ente Nazionale Idrocarburi — Державне нафтопромислове об'єднання) — італійська нафтова і газова компанія з штаб-квартирою в Римі. Вважається однією з «надвеликих» нафтових компаній світу, з ринковою капіталізацією 50 млрд євро станом на 31 грудня 2023 року. Уряд Італії володіє 30,5% золотою акцією компанії, 1,99% - через Міністерство економіки та фінансів Італії і 28. 5% через банк Cassa Depositi e Prestiti. Компанія входить до складу фондового індексу Euro Stoxx 50.

## Опис
Була заснована в 1953 році італійським урядом; у 1990-х роках — частково приватизована.
У червні 1997 року екс-прем'єр-міністр Італії Арнальдо Форлані був засуджений до 28 місяців ув'язнення за отримання великого хабаря від компанії «Montedison» за створення спільного підприємства (яке згодом збанкрутілого) з компанією «Eni».
25 листопада 2013 року КМ України підписав з «Eni» (а також EdF, ТОВ «Води України» та ПАТ «Чорноморнафтогаз») угоду про розподіл продукції вуглеводнів, які видобуватимуться у межах площ Абіха і Кавказька, ділянки Маячна і структури Субботіна.
У травні 2022 року під час повномасштабного вторгнення військ Росії до України, РФ почала вимагати оплачувати нафту й газ рублями. Компанія Eni погодилася на це й відкрила два рахунки в Газпромбанку — одного в євро, другого в рублях. Таким чином, холдинг мав намір виконати ультиматум Москви щодо оплати газу в рублях.